# No Sports
No Sports ist die legendäre und vielfach zitierte Antwort, die Winston Churchill einem Reporter auf dessen Frage gegeben haben soll, wie er, ein passionierter Zigarrenraucher und dem Whisky ebenso zugetan wie dem Champagner, sein hohes Alter erreicht habe. Das Zitat wird zwar gerne von Sportgegnern verwendet, ist jedoch nicht als authentisch  belegt. Churchill war im Übrigen in jungen Jahren durchaus als Fechter, Schütze, Reiter und Polospieler sportlich aktiv. In seiner Autobiografie von 1930 My Early Life (deutsch: Meine frühen Jahre: Weltabenteuer im Dienst) hatte er über seine Kadettenzeit an der Royal Military Academy Sandhurst geschrieben, Pferde seien dort sein größtes Vergnügen gewesen und wie seine Freunde habe er sein ganzes Geld dafür ausgegeben, welche zu mieten. „Keine Stunde, die man im Sattel verbringt, ist verloren.“

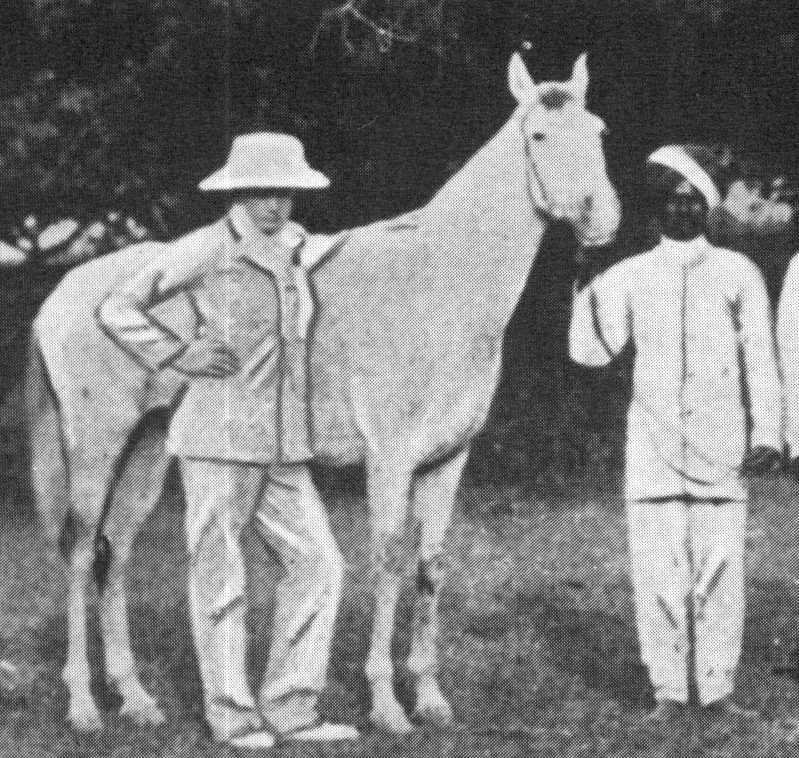
Winston Churchill 1897 als Polospieler in Indien

Später gehörte Churchill als Leutnant des Kavallerieregiments 4th Queen’s Own Hussars dessen Poloteam an. Bevor er im April 1899 aus der Armee ausschied, nahm er im Februar 1899 am Polo-Turnier des Militärs in Meerut bei Delhi teil – über und über bandagiert, da er am 8. Februar eine Treppe hinuntergefallen war und sich beide Knöchel verstaucht und die rechte Schulter ausgekugelt hatte; der rechte Oberarm war deshalb am Brustkorb fixiert. Trotzdem gewann man das Turnier. Im Endspiel gegen die 4th Royal Irish Dragoon Guards erzielte Churchill nach eigenen Angaben drei von den vier Treffern seiner Mannschaft. Noch zwei Tage vor seinem 74. Geburtstag zeigte er sich hoch zu Ross und in Jagdkleidung bei der Fuchsjagd der Old Surrey & Burstow foxhounds.
Tatsächlich gibt es keinerlei seriösen Beleg dafür, dass das „No Sports“-Zitat von Churchill stammt. Nach Christoph Drösser ist der Spruch „offenbar nur im deutschsprachigen Raum bekannt, zumindest findet man ihn auf keiner einzigen englischen Internet-Seite, aber auf Hunderten deutschen – ohne Beleg natürlich. Im renommierten Oxford Dictionary of Quotations sucht man das Zitat ebenfalls vergebens.“ Laut Zitatforscher Gerald Krieghofer war es ausgerechnet ein Artikel von Gerhard Prause in der Wochenzeitung Die Zeit 4/1976, 16. Januar 1976, der elf Jahre nach Churchills Tod diesem zum ersten Mal die Antwort „No Sport! No sport!“ auf die Frage zuschrieb, wie er als starker Raucher so alt habe werden können. 1982 hätten sich Der Spiegel und  1993 auch die Frankfurter Allgemeine Zeitung der Verbreitung dieser Legende angeschlossen und sie in den folgenden Jahrzehnten an die vierzig Mal wiederholt.